# Rivolta del Prayer Book
La rivolta del Prayer Book (rivolta del Libro di Preghiere) fu una sommossa popolare che ebbe luogo in Cornovaglia e in Devon nel 1549. Proprio in quell'anno fu introdotto il Book of Common Prayer, il quale presentava la teologia della Riforma inglese. Il cambiamento fu largamente impopolare, soprattutto nelle aree ancora fermamente fedeli alla religione cattolica (anche dopo l'Atto di Supremazia del 1534), come il Lancashire. L'attacco alla Chiesa, oltre a creare condizioni economiche fortemente critiche, diede origine a un'esplosione di rabbia in Devon e in Cornovaglia, che portò a un'insurrezione. In risposta, il Lord protettore Edward Seymour, I duca di Somerset, inviò Lord John Russell a sopprimere la rivolta con un esercito composto principalmente da mercenari tedeschi e italiani.
Solo recentemente, nel giugno 2007 il reverendo Bill Ind, Vescovo di Truro, capoluogo amministrativo della Cornovaglia, ha descritto il ruolo della Chiesa Inglese nel massacro di migliaia di ribelli Cattolici durante la soppressione della rivolta del Prayer Book come un “enorme errore”.

## Premessa

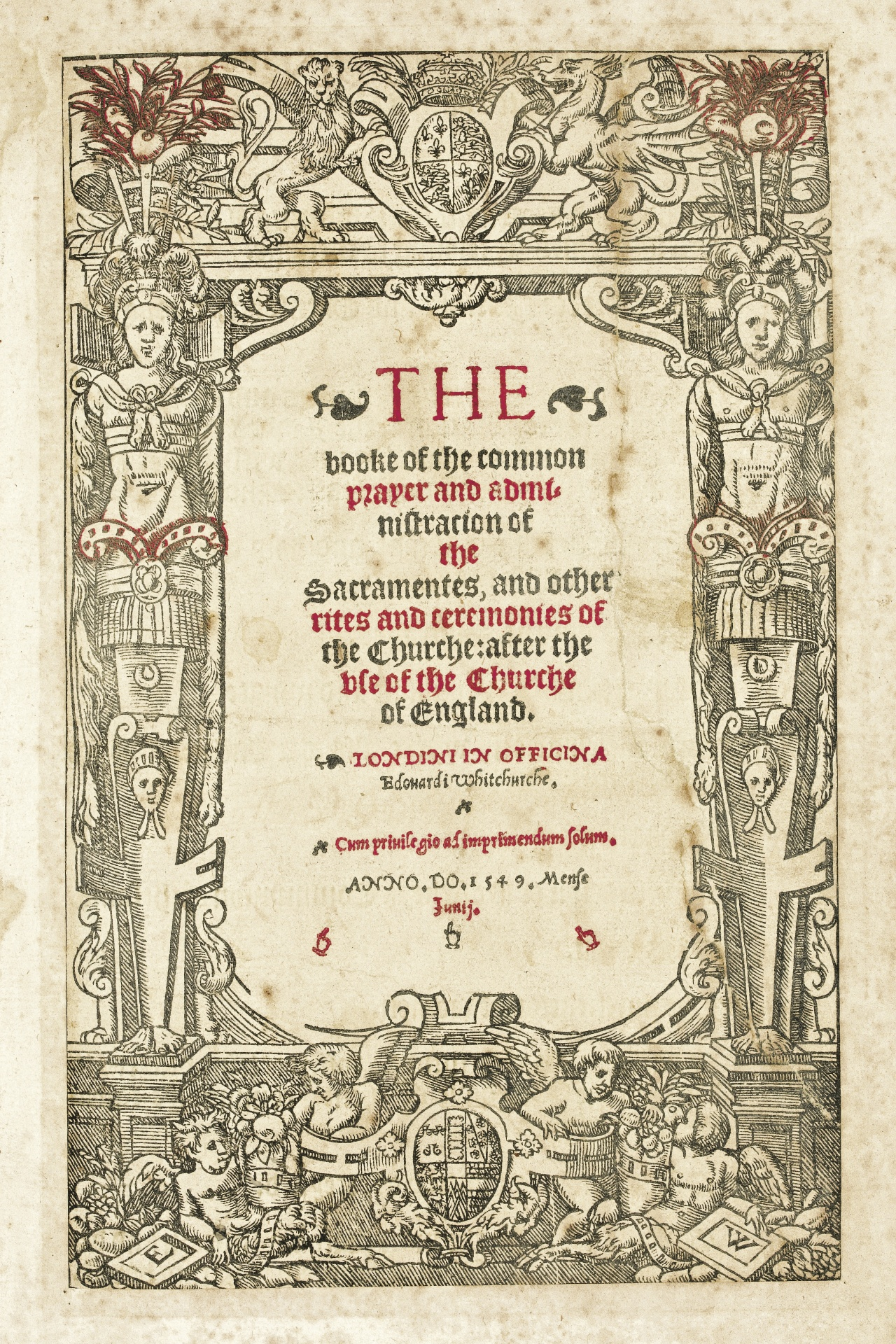
Il Libro delle Preghiere del 1549.

Tra le probabili cause della Rivolta del Prayer Book vi furono i recenti cambiamenti religiosi attuati dal governo del nuovo re, Edoardo VI. Alla fine degli anni Quaranta del XVI secolo il Duca di Somerset, Lord protettore per conto del giovane re, introdusse una serie di misure legislative in qualità di estensione della Riforma in Inghilterra e in Galles, il cui scopo primario era quello di cambiare la teologia e le pratiche della Chiesa inglese seguendo la linea protestante.
Nel 1549 il Book of Common Prayer, che rifletteva la teologia del protestantesimo pur mantenendo l'aspetto dei vecchi riti, sostituì i libri liturgici in latino con altrettanti libri in inglese. Il cambiamento fu molto impopolare, soprattutto nelle aree fortemente fedeli alla Chiesa Cattolica Romana, come il Devon e la Cornovaglia.
Quando furono banditi i pellegrinaggi e le tradizionali processioni religiose, alcuni commissari furono inviati a rimuovere tutti i simboli del cattolicesimo, in linea con le politiche religiose di Thomas Cranmer, Arcivescovo di Canterbury, che favorivano un crescente sviluppo del protestantesimo. In Cornovaglia, questo compito fu affidato a William Body, la cui azione venne percepita come profanazione dei luoghi sacri e ciò portò al suo assassinio il 5 aprile 1548, per mano di William Kylter e Pascoe Trevian a Helston.
Questa pressione sulle classi sociali inferiori fu aggravata dalla recente tassa sulle pecore, che avrebbe danneggiato significativamente la West Country, zona dedita alla pastorizia. Inoltre circolavano voci che sostenevano che le tasse sarebbero state estese a tutto il bestiame, accrescendo il malcontento popolare.
Una struttura sociale danneggiata da queste premesse rese impossibile la gestione della rivolta locale da parte dei proprietari terrieri. Henry Courtenay, primo marchese di Exeter e grande proprietario terriero del Sampford Courtenay, era stato condannato e privato della sua carica. Il suo successore, Lord Russell, che risiedeva a Londra, raramente veniva a visitare i suoi possedimenti. È possibile, pertanto, che questo abbia creato una mancanza di potere locale, che avrebbe potuto sedare la rivolta.
Le radici della rivolta potrebbero essere rintracciate nell'antico desiderio di indipendenza dall'Inghilterra, caratteristico degli abitanti della Cornovaglia, riluttanti ad accettare nuove leggi da un governo centrale geograficamente distante da loro. Più recentemente, la Ribellione di Cornovaglia del 1497 e la successiva distruzione dei monasteri tra il 1536 e il 1545 sotto re Enrico VIII portarono alla fine degli studi formali, supportati dagli ordini monastici, che sostenevano l'identità culturale degli abitanti del Devon e della Cornovaglia. La distruzione del Glasney College e del Crantock College giocò un ruolo fondamentale nel fomentare l'opposizione alle future riforme culturali. Si ritiene, infatti, che la Chiesa Cattolica si mostrasse “estremamente conciliante nei confronti della lingua e della cultura della Cornovaglia” e che gli attacchi del governo alla religione tradizionale avessero risvegliato lo spirito di ribellione in quella regione, in particolare nelle comunità di lingua cornica dell'estremo ovest.
La ribellione fu seguita da un'immediata vendetta con l'esecuzione di ventotto abitanti della Cornovaglia presso il Launceston Castle. L'uccisione di un “traditore della Cornovaglia” avvenne a Plymouth: i rendiconti cittadini riportano i dettagli dei costi del legno per la forca e per i pali. Martin Geoffrey, sacerdote Cattolico di Saint Keverne, vicino a Helston, fu portato a Londra per essere giustiziato e dopo l'esecuzione la sua testa fu impalata su un'asta eretta sul London Bridge, come di consuetudine.

## Sampford Courtenay e gli inizi dell'insurrezione
Sampford Courtenay fu la località in cui la rivolta ebbe inizio, ma anche il posto in cui i ribelli furono infine sconfitti.
Il nuovo Libro delle Preghiere non fu adottato uniformemente, ma nel 1549 l'Atto di Uniformità rese illegale l'uso dei riti liturgici in latino a partire dalla Pentecoste del 1549. Ai magistrati fu affidato il compito di rendere operativo il cambiamento. In seguito al cambiamento forzato nella domenica di Pentecoste, il lunedì successivo i parrocchiani di Sampford Courtenay in Devon costrinsero il loro parroco a tornare al vecchio cerimoniale religioso. I ribelli sostenevano che la nuova liturgia in Inglese non era altro che “un passatempo natalizio”. Questa affermazione era probabilmente legata al provvedimento, incluso nel libro, che obbligava gli uomini e le donne a mettersi in fila su lati diversi del coro della chiesa, per ricevere il sacramento eucaristico, il che ricordava i balli campestri agli abitanti del Devon. Alla cerimonia successiva arrivarono dei giudici per imporre le modifiche liturgiche, ma durante la celebrazione vi fu un alterco che portò all'uccisione di un sostenitore delle innovazioni (William Hellyons), che fu trafitto con un forcone sui gradini della chiesa.
In seguito a questo episodio, un gruppo di parrocchiani di Sampford Courtenay decise di marciare verso Exeter per protestare contro l'introduzione del nuovo Libro delle Preghiere. Mentre i ribelli si muovevano attraverso il Devon, guadagnarono il sostegno di un gran numero di cattolici e divennero una forza significativa. Marciando verso est, i ribelli del Devon assediarono Exeter, chiedendo il ritiro di tutta la nuova liturgia in inglese. Nonostante un certo numero di abitanti di Exeter sostenesse i ribelli con messaggi di incoraggiamento, la città rifiutò di aprire i cancelli, che rimasero chiusi per oltre un mese a causa dell'assedio.

### "Uccidete tutti i gentiluomini"

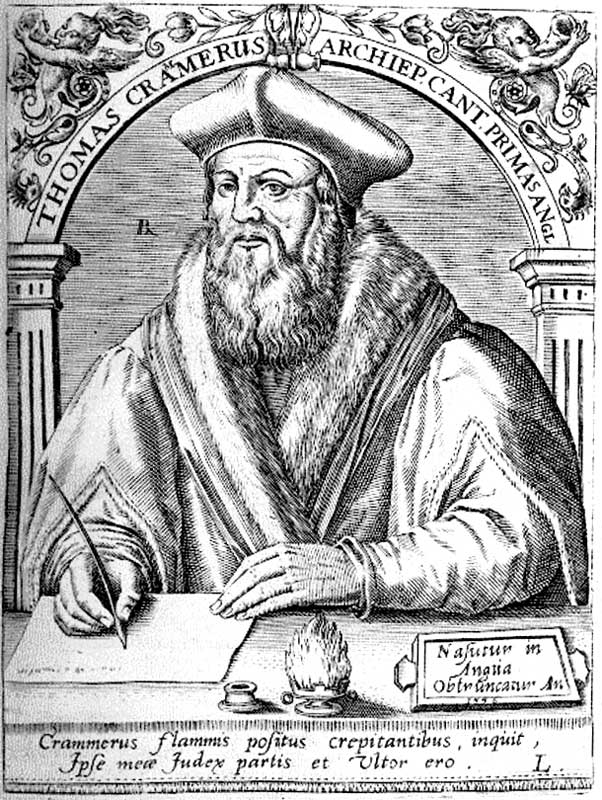
Thomas Cranmer, redattore del Book of Common Prayer.

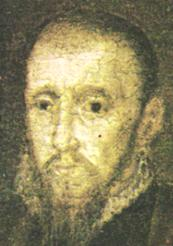
Edward Seymour, primo Duca di Somerset.

Sia in Cornovaglia, sia in Devon, la questione del Book of Common Prayer sembra essere stata la goccia che fece traboccare il vaso. Due decenni di oppressione furono seguiti da due anni di inflazione galoppante, nei quali il prezzo del frumento quadruplicò. Inoltre, la rapida delimitazione delle terre comuni con recinzioni che ne impedivano l'accesso alla collettività e l'attacco alla Chiesa, percepita come elemento centrale nelle comunità rurali, portò a un'esplosione incontrollata di rabbia. In Cornovaglia si costituì un esercito nella città di Bodmin sotto la guida del sindaco, Henry Bray, e di due proprietari terrieri fedeli al cattolicesimo, Sir Humphrey Arundell di Helland e John Wynslade di Tregarrick.
Molti aristocratici cercarono rifugio in vecchi castelli. Alcuni si chiusero a Saint Michael's Mount, dove furono assediati dai ribelli, i quali crearono una cortina di fumo tutt'attorno bruciando covoni di fieno. Questo fatto, insieme alla carenza di cibo e allo stato di sofferenza delle donne, li costrinse ad arrendersi. Sir Richard Grenville trovò rifugio nelle rovine di Trematon Castle. Abbandonato da molti dei suoi seguaci, l'anziano gentiluomo fu convinto ad uscire per trattare con i ribelli, ma fu catturato e il castello fu saccheggiato. Sir Richard e i suoi uomini furono rinchiusi nella prigione di Launceston. A quel punto l'esercito della Cornovaglia procedette verso est attraverso il confine del Tamar ed entrò nel Devon per unirsi ai ribelli di quella regione vicino a Credition.
Lo slogan “Uccidete tutti i gentiluomini e avremo di nuovo i sei articoli e le cerimonie così come erano al tempo di re Enrico” evidenzia gli scopi religiosi della rivolta. Tuttavia esso ha anche un'implicazione sociale. Infatti tra le richieste dei rivoltosi c'era anche la limitazione delle dimensioni delle tenute appartenenti all'aristocrazia, che probabilmente voleva essere un attacco al prestigio di tale classe sociale. Certamente alcuni contemporanei, come Thomas Cranmer, condividevano questo punto di vista e condannavano i ribelli per aver deliberatamente incitato un conflitto di classe con le loro richieste di “diminuire la forza dell'aristocrazia e di eliminare i loro amici, in modo da poter comandare tali gentiluomini a proprio piacimento.” Lo stesso Lord Protettore Somerset vedeva il disappunto nei confronti dell'aristocrazia fondiaria come un fattore comune a tutte le rivolte del 1549: “in verità tutti hanno concepito un odio mirabile contro i gentiluomini e li considerano come nemici.”
I ribelli della Cornovaglia erano anche preoccupati per l'uso della lingua inglese nel nuovo Prayer Book. La mappa linguistica della Cornovaglia di quel periodo era abbastanza complicata, ma gli studi filologici suggeriscono che per tutto il Medioevo la lingua cornica fosse in progressiva diminuzione nella zona. Mark Stoyle, docente di storia dell'Università di Southampton, sostiene che nel 1450 la contea fosse divisa in tre principali blocchi linguistici: “la Cornovaglia dell'ovest era abitata da popolazioni di origine celtica e parlava principalmente cornico; la parte occidentale della Cornovaglia dell'est era abitata da popolazioni di origine celtica, ma aveva largamente abbandonato la lingua cornica a favore dell'inglese; la parte orientale della Cornovaglia dell'est era abitata da popolazioni di origine anglo-sassone, che parlavano esclusivamente inglese.”
Ad ogni modo, gli abitanti della Cornovaglia occidentale reagirono male all'introduzione dell'inglese nelle celebrazioni del 1549. L'ottavo articolo delle Richieste dei Ribelli Occidentali dice: “e quindi noi, gli uomini di Cornovaglia (di cui taluni non intendono l'inglese), rifiutiamo interamente questo nuovo inglese”. Tuttavia l'Arcivescovo Cranmer, rispondendo a questa richiesta, domandò il motivo per cui gli abitanti della Cornovaglia dovessero essere offesi dalle celebrazioni religiose in inglese (e non in cornico), quando in precedenza si svolgevano in latino, lingua che essi parimenti non capivano.

## Conflitti
A Londra re Edoardo VI e il suo Consiglio Segreto si allarmarono all'udire queste notizie dai territori occidentali. Su istruzione del Lord Protettore, il Duca di Somerset, uno dei consiglieri segreti, Sir Gawain Carew ricevette l'ordine di placare i ribelli. Contemporaneamente Lord John Russell ricevette l'incarico di guidare un esercito, comprendente mercenari tedeschi e italiani, per imporre una soluzione militare alla questione.
I ribelli provenivano da classi sociali delineate dalle diverse mansioni che essi svolgevano: alcuni erano agricoltori, altri minatori e altri ancora pescatori. Sembra pertanto che la Cornovaglia avesse delle milizie considerevolmente più consistenti rispetto ad altre zone di simile estensione.

### Lo scontro di Crediton
Dopo che i ribelli ebbero passato Plymouth, i cavalieri del Devon Sir Gawain Carew e suo nipote Sir Peter Carew furono mandati a negoziare, incontrando i ribelli del Devon a Crediton. Essi però trovarono le vie d'accesso bloccate e furono attaccati da alcuni arcieri. Poco prima erano giunti i ribelli della Cornovaglia e Sir Arundell, uno dei loro leader, divise le sue milizie, mandando una truppa a Clyst Saint Mary per assistere la popolazione, e avanzando con l'esercito principale verso Exeter, dove assediò la città per cinque settimane.

### L'assedio di Exeter
Il comandanti dei ribelli provarono a persuadere John Blackaller, sindaco di Exeter e sostenitore dei cattolici, a consegnare la città, ma senza alcun successo. Le porte della città rimasero chiuse mentre un esercito di circa 2 000 unità si radunava all'esterno.

### La battaglia di Fenny Bridges
Il 2 luglio l'esercito di Lord John Russell, primo Conte di Bedford, aveva raggiunto Honiton con l'intento di arrivare fino a Exeter. Tale legione conteneva 160 archibugieri italiani e mille lanzichenecchi, soldati tedeschi di fanteria, sotto il comando di Lord William Grey. Con i rinforzi promessi dal Wiltshire e dal Gloucestershire, Lord Russell avrebbe avuto più di 8 600 uomini, comprensivi di un gruppo di cavalleria di 850 soldati, tutti ben armati e addestrati. Lord Russell aveva stimato l'insieme delle forze ribelli di Cornovaglia e Devon a soli 7 000 uomini. Il 28 luglio Sir Arundell, uno dei capi dei ribelli, decise di bloccare l'avanzata dell'esercito verso Exeter a Fenny Bridges. Il conflitto non ebbe né vincitori né vinti. Le perdite furono di circa 300 uomini per ciascun schieramento e Lord Russell con il suo esercito ritornò a Honiton.

### La battaglia di Woodbury Common
I rinforzi di Lord Russell arrivarono il 2 agosto e il suo esercito di 5 000 uomini iniziò a marciare in direzione ovest verso Exeter, attraverso la brughiera. L'avanzata di Russell e dei suoi uomini continuò fino a Woodbury Common, dove piantarono il loro campo. Il 4 agosto i ribelli li attaccarono, ma lo scontro fu inefficace. Tuttavia Lord Russell riuscì a fare un gran numero di prigionieri.

### La battaglia di Clyst Saint Mary
Le forze di Sir Arundell si radunarono nuovamente a Clyst Saint Mary con un contingente principale di 6 000 unità, ma il 5 agosto furono attaccate da un reggimento governativo guidato da Sir William Francis, sotto il controllo di Lord Russell. Dopo una feroce battaglia le truppe governative riuscirono a conseguire un certo vantaggio, facendo circa un migliaio di morti e molti prigionieri tra i ribelli.

### Il massacro di Clyst Heath
Lord Russell e il suo esercito piantarono il loro campo a Clyst Heath e qui 900 prigionieri legati e imbavagliati vennero sgozzati in dieci minuti, stando a quanto riferito da John Hayward, storico, avvocato e politico del tempo.

### La battaglia di Clyst Heath
Quando la notizia delle atrocità raggiunse le truppe di Sir Arundell, vi fu un nuovo attacco il 6 agosto di primo mattino a Clyst Heath. Circa 2 000 persone morirono nella battaglia. Alcuni uomini del Devon andarono verso nord lungo la valle dell'Exe, dove furono sopraffatti da Sir Gawain Carew, il quale lasciò i cadaveri dei loro leader appesi alle forche lungo tutto il percorso da Dunster a Bath. Lord Grey in seguito commentò dicendo che non aveva mai visto niente di simile, né aveva mai preso parte a una lotta così delittuosa. Questa affermazione è da considerarsi significativa, poiché precedentemente egli aveva condotto anche l'attacco contro gli Scozzesi nella battaglia di Pinkie Cleugh.

### La liberazione di Exeter
Lord Russell continuò il suo attacco arrivando alla liberazione di Exeter. A Londra fu emesso un proclama che prevedeva la confisca delle terre di coloro che erano stati coinvolti nelle sommosse. Le proprietà di Sir Arundell furono trasferite a Sir Gawen Carew, mentre Sir Peter Carew fu ricompensato con tutte le proprietà di John Wynslade in Devon.

### La battaglia di Sampford Courtenay
Lord Russell aveva avuto l'impressione che le milizie della Cornovaglia fossero state sconfitte, ma gli giunsero voci circa una nuova adunata dell'esercito di Sir Arundell'a Sampford Courtenay. Questa notizia sospese i suoi piani di mandare 1 000 uomini in Cornovaglia via mare per interrompere la ritirata dei suoi nemici. Il contingente di Lord Russell fu rafforzato dall'arrivo di un reggimento comandato dal Maresciallo Capo Sir Anthony Kingston. Il suo esercito ora contava più di 8 000 soldati, che superavano di gran lunga il numero di uomini rimasti tra i suoi oppositori. Lord Grey e Sir William Herbert guidarono l'attacco contro i ribelli e John Hooker di Exeter, storico di quel tempo, scrisse che “i Cornici non si sarebbero arresi fino a che la maggior parte di essi non fosse stata uccisa o catturata.” Lord Russell riferì che il suo esercito aveva ucciso tra i cinquecento e i seicento uomini e che durante il suo inseguimento delle milizie corniche in ritirata furono uccisi altri settecento uomini.

## Esito della rivolta

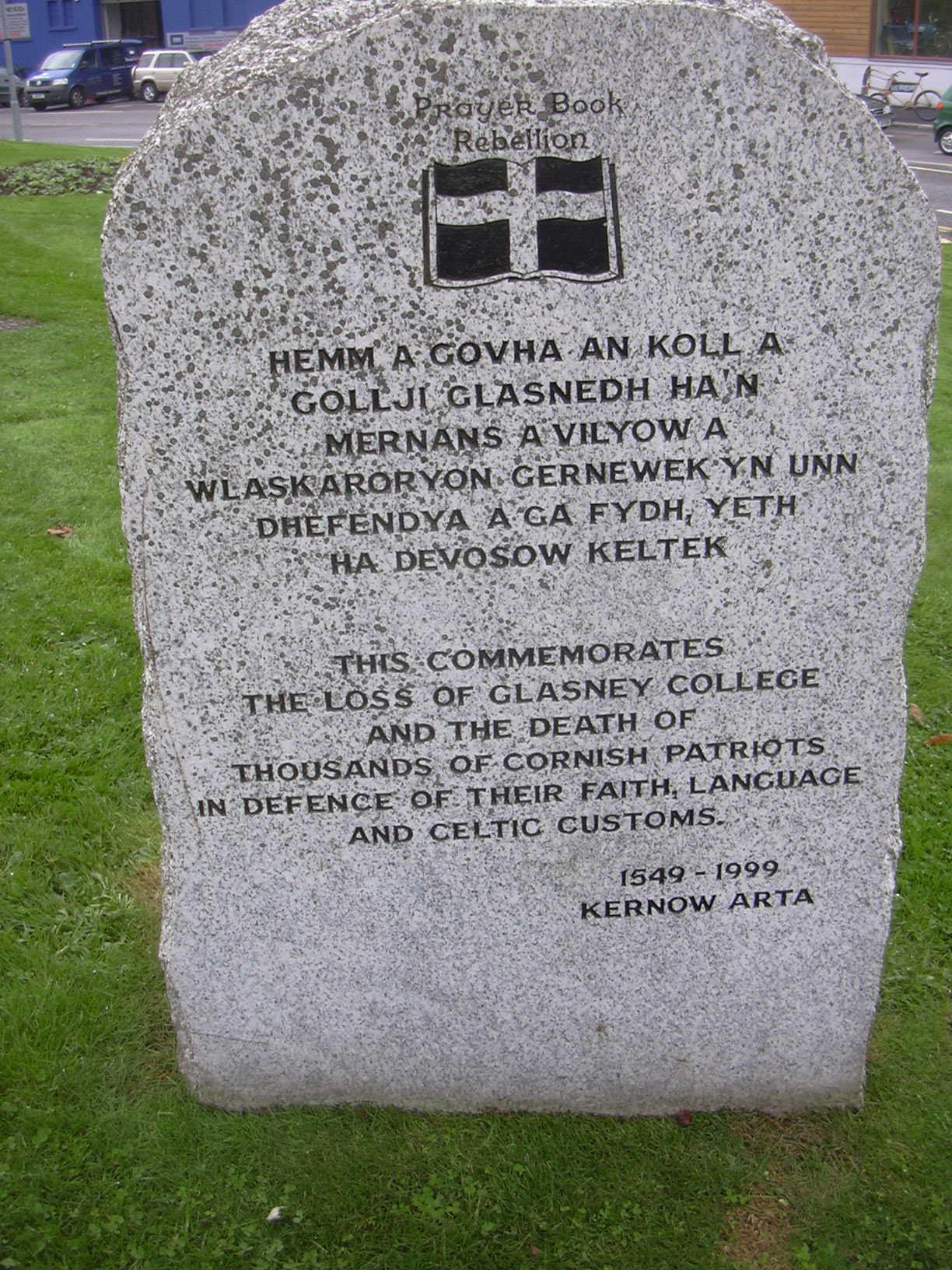
Penryn, la stele commemorativa della rivolta del Prayer Book, vicino al Glasney College

Molti ribelli scamparono alla battaglia, incluso Sir Humphrey Arundell, che fuggì a Launceston dove fu catturato e portato a Londra insieme con John Wynslade che fu preso a Bodmin. In seguito furono processati e giustiziati nel villaggio di Tyburn. Complessivamente persero la vita più di 5 500 persone durante la rivolta. Furono emessi ulteriori ordini di continuazione del massacro per conto del re da parte del Lord Protettore, il Duca di Somerset, e dell'Arcivescovo Thomas Cranmer. Sotto la guida di Sir Anthony Kingston, truppe inglesi e mercenarie si mossero attraverso il Devon e la Cornovaglia, uccidendo e giustiziando molte persone prima che potesse finire lo spargimento di sangue. Anche le proposte di tradurre il Prayer Book in cornico furono respinte.
La perdita di vite umane nella rivolta del Prayer Book e le successive rappresaglie, così come l'introduzione del Prayer Book in inglese sono viste come un punto di svolta nella storia della lingua cornica, nella quale, a differenza del gallese, non fu mai realizzata una traduzione completa della Bibbia. Le ricerche suggeriscono anche che, prima della rivolta, la lingua cornica si fosse rafforzata e fossero stati concessi più benefici alla Cornovaglia come “nazione”, ma anche che il sentimento anti-inglese fosse divenuto più forte, fornendo ulteriore impeto alla rivolta.

## Il Vescovo di Truro esprime rammarico per la brutale reazione alla Rivolta del Prayer Book
Nel giugno del 2007 l'allora Vescovo di Truro, Reverendo Bill Ind, disse che il massacro avvenuto durante l'immorale soppressione della Rivolta del Prayer Book in Cornovaglia più di 450 prima fu un “enorme errore” per il quale la Chiesa d'Inghilterra dovrebbe vergognarsi. Parlando a una cerimonia a Pelynt, disse: “Mi viene spesso chiesto quale sia la mia posizione nei confronti della Rivolta del Prayer Book e, secondo me, non vi è alcun dubbio sul fatto che il governo inglese si sia comportato in maniera brutale e stupida, uccidendo molti abitanti della Cornovaglia. Non credo che chiedere scusa per un fatto avvenuto più di 500 anni fa possa essere d'aiuto, ma sono dispiaciuto per ciò che è successo e credo sia stato un enorme errore.”